# Kušnarenkovo
Kušnarenkovo (in russo Кушнаренково?; in baschiro Кушнаренко) è un villaggio della Russia europea orientale, situato nella Repubblica autonoma della Baschiria; appartiene al rajon Kušnarenkovskij, del quale è il centro amministrativo.
Il villaggio è situato sul fiume Belaja, a 65 km a nord-ovest di Ufa.